# 帕特里夏·希顿
帕特里夏·希顿（英語：Patricia Heaton，1958年3月4日—），女，美国演员、模特。曾凭借《人人都爱雷蒙德》中的演出两次获得黄金时段艾美奖喜剧类电视系列剧最佳女主角。